# Tenuipalpus dimensus
Tenuipalpus dimensus är en spindeldjursart som beskrevs av Mohammad Nazeer Chaudhri 1971. Tenuipalpus dimensus ingår i släktet Tenuipalpus och familjen Tenuipalpidae. Inga underarter finns listade i Catalogue of Life.